# Skoki narciarskie na Zimowych Igrzyskach Olimpijskich 1932
Podczas Zimowych Igrzysk Olimpijskich 1932 w Lake Placid po raz trzeci w historii skoczkowie narciarscy walczyli o medale olimpijskie. Rozegrano jeden konkurs indywidualny. Mistrzem olimpijskim został Norweg Birger Ruud, srebrny medal zdobył Hans Beck, a brąz Kåre Walberg.
Zawody odbywały się na komplecie skoczni Lake Placid Olympic Ski Jumping Complex. Zawodnicy podczas konkursu skakali na obiekcie o punkcie krytycznym umieszczonym na 61 metrze. W konkursie wzięło udział 34 skoczków z dziesięciu państw.

## Medaliści
| Medal | Imię i nazwisko | Skok 1           | Skok 2           | Noty za styl J1 • J2 • J3             | Nota łączna | Strata  |
| ----- | --------------- | ---------------- | ---------------- | ------------------------------------- | ----------- | ------- |
|       | Birger Ruud     | 66,5 m 113,9 pkt | 69,0 m 114,2 pkt | 19,0 • 19,5 • 19,0 19,0 • 18,5 • 18,5 | 228,1 pkt   | -       |
|       | Hans Beck       | 71,5 m 116,5 pkt | 63,5 m 110,5 pkt | 19,0 • 19,0 • 18,5 19,0 • 18,5 • 19,0 | 227,0 pkt   | 1,1 pkt |
|       | Kåre Walberg    | 62,5 m 108,9 pkt | 64,0 m 110,6 pkt | 19,0 • 18,0 • 18,5 19,0 • 18,5 • 18,5 | 219,5 pkt   | 8,6 pkt |

## Wyniki konkursu
| Miejsce | Skoczek            | Kraj              | Skok 1 | Skok 2 | Wynik punktowy |
| ------- | ------------------ | ----------------- | ------ | ------ | -------------- |
| 1       | Birger Ruud        | Norwegia          | 66,5   | 69,0   | 228,1          |
| 2       | Hans Beck          | Norwegia          | 71,5   | 63,5   | 227,0          |
| 3       | Kåre Walberg       | Norwegia          | 62,5   | 64,0   | 219,5          |
| 4       | Sven Eriksson      | Szwecja           | 65,5   | 64,0   | 218,9          |
| 5       | Caspar Oimoen      | Stany Zjednoczone | 63,0   | 67,5   | 216,7          |
| 6       | Fritz Kaufmann     | Szwajcaria        | 63,5   | 65,5   | 215,8          |
| 7       | Sigmund Ruud       | Norwegia          | 63,0   | 62,5   | 215,1          |
| 8       | Gorō Adachi        | Japonia           | 60,0   | 66,0   | 210,7          |
| 9       | Cesare Chiogna     | Szwajcaria        | 60,0   | 63,0   | 209,8          |
| 10      | Erik Rylander      | Szwecja           | 58,0   | 58,5   | 206,0          |
| 11      | Holger Schön       | Szwecja           | 57,0   | 61,5   | 201,8          |
| 12      | Bronisław Czech    | Polska            | 56,0   | 60,0   | 200,7          |
| 13      | Peder Falstad      | Stany Zjednoczone | 56,0   | 62,5   | 199,5          |
| 14      | Ernesto Zardini    | Włochy            | 53,0   | 65,0   | 196,7          |
| 15      | John Steele        | Stany Zjednoczone | 55,0   | 56,0   | 195,6          |
| 16      | Ingenuino Dallago  | Włochy            | 58,5   | 53,0   | 194,9          |
| 17      | Stanisław Marusarz | Polska            | 55,0   | 53,0   | 192,5          |
| 18      | Fritz Steuri       | Szwajcaria        | 58,0   | 53,5   | 192,4          |
| 19      | Bob Lymburne       | Kanada            | 58,0   | 51,0   | 192,1          |
| 20      | Jacques Landry     | Kanada            | 52,5   | 54,0   | 186,8          |
| 21      | Antonín Bartoň     | Czechosłowacja    | 47,0   | 58,0   | 186,1          |
| 22      | Andrzej Marusarz   | Polska            | 51,5   | 54,0   | 185,9          |
| 23      | František Šimůnek  | Czechosłowacja    | 48,0   | 55,5   | 183,2          |
| 24      | Jan Cífka          | Czechosłowacja    | 47,0   | 51,0   | 172,5          |
| 25      | Harald Paumgarten  | Austria           | 42,5   | 46,5   | 163,4          |
| 26      | Jaroslav Feistauer | Czechosłowacja    | 47,0   | 41,0   | 163,0          |
| 27      | Severino Menardi   | Włochy            | 36,5   | 56,5   | 161,6          |
| 28      | Mitsutake Makita   | Japonia           | 59,0   | 59,5   | 134,2          |
| 29      | Arnold Stone       | Kanada            | 61,5   | 49,0   | 115,5          |
| 30      | Leslie Gagne       | Kanada            | 45,0   | 44,5   | 110,5          |
| 31      | Yoichi Takata      | Japonia           | 37,5   | 57,0   | 91,1           |
| 32      | Katsumi Yamada     | Japonia           | 57,0   | 51,5   | 70,0           |
| –       | Roy Mikkelsen      | Stany Zjednoczone | 53,0   | –      | DNF            |
| –       | Harald Bosio       | Austria           | 68,0   | –      | DNF            |